# Never Say Never: The Remixes
Never Say Never: The Remixes é uma coletânea com regravações de remixes do cantor canadense Justin Bieber. O álbum foi criado exclusivamente para o seu filme, Justin Bieber: Never Say Never. Lançado no dia 14 de fevereiro de 2011, o álbum contém sete faixas de remixes, e conta com a colaborações de Jaden Smith, Rascal Flatts, Usher, Chris Brown, Miley Cyrus, Kanye West e Raekwon. O disco também inclui a nova canção "Born to Be Somebody".
O álbum estreou na primeira posição da Billboard 200, vendendo 165 mil cópias em sua primeira semana.

## Antecedentes
No final de dezembro de 2010, Bieber afirmou que faria uma colaboração com a banda country Rascal Flatts, que faria parte do seu próximo álbum. Em entrevista para para o WSIX, o vocalista da banda "Gary Levox" disse:
| “ | Justin pediu para que fizessemos um dueto em seu próximo disco. É realmente uma música muito legal! O garoto é muito talentoso. Ele toca cinco ou seis instrumento diferentes. | ” |

Bieber comfirmou a participação da banda no Twitter. E também confirmou que ele e o cantor Chris Brown fariam uma música juntos.
No início de janeiro de 2011, havia rumores de que Justin estava planejando lançar um álbum para acompanhar seu filme biográfico intitulado Justin Bieber: Never Say Never. Em 6 de janeiro, o empresário Bieber, Scooter Braun, realizou um bate-papo com alguns fãs, onde afirmou que o novo álbum seria lançado no dia dos namorados dos Estados Unidos. Apenas depois de ganhar um Globo de Ouro, em 18 de janeiro de 2011, Diane Warren confirmou que ela tinha acabado de completar uma música intitulada Born to Be Somebody que faria parte do novo álbum de Justin Bieber. Warren disse:
| “ | É uma bela canção, essa é uma boa diferença de idade entre entre Justin e Cher! | ” |

Em 31 de janeiro de 2011, foi revelada uma parte musical do filme que seria lançado em 14 de fevereiro, após a estreia do filme. O álbum teria canções lançadas anteriormente como Never Say Never com a participação de Jaden Smith e o remix do single Somebody to Love com a colaboração de seu mentor, Usher.
 Um remix já antes lançado de "Runaway Love" foi reproduzido por Bieber com Kanye West e Raekwon também foi adicionado ao álbum. Vieram novas contribuições de Rascal Flatts e Chris Brown nas músicas "That Should Be Me" e "Up". A versão ao vivo da canção "Overboard" ao lado da cantora Miley Cyrus  que foi realizado no show feito no Madison Square Garden, em Nova Iorque foi também incluído no álbum. A música composta por Diane Warren, "Born to Be Somebody", é uma faixa inédita do álbum, informando que você nasceu para ser isto ou aquilo, o que você quiser ser. Você "Nasceu para Ser Alguém".

## Recepção

### Recepção da crítica
Margaret Wappler do The Los Angeles Times positivamente analisou o álbum dando-lhe três de quatro de estrelas, comentando que a "qualidade mais experiente" do álbum era "como muitos aspectos do pop eficazmente nunca corrompeu o entusiasmo de Bieber". Wappler também elogiou como ela estava satisfeita com as várias características, como as colaborações como Jaden Smith e Miley Cyrus no aspecto teen, e Kanye West e Raekwon para assegurar algumas "crianças legais".
Sabrina Cognata do WXRK deu ao álbum uma revisão também positiva, dizendo que ele era um "legítimo de um sonho adolescente", escrevendo: "O álbum pode ter apenas sete faixas, mas o que falta em músicas, ele compensa em brilho." Cognata apreciou a mistura do álbum, afirmando que o álbum realmente tem "algo para todos os estilos de vida, não apenas para Beliebers. Ela elogiou altamente o remix que Kanye West fez na música Runaway Love comentando:
| “ | Justin Bieber não é exatamente conhecido por ser "duro", assim que acontece a posição entre ele e o hip-hop, com artistas remixados com seu pop diferente apresentam uma viagem de áudio interessante que apela mais em seu núcleo de audiência. | ” |

### Desempenho gráfico
O álbum estreou no número um no Billboard 200, com mais de 165.000 mil cópias vendidas. Pela segunda vez marcou Justin no pólo gráfico, depois de estrear no número um com seu primeiro álbum de estúdio, My World 2.0 em março de 2010. Foi também a quarta vez consecutiva que Bieber conseguiu dez liberações no top 10, seguindo com My World 2.0, My World e My Worlds Acoustic, que atingiram os números cinco e sete, respectivamente. Todos os quatro álbuns de Bieber apareceram no top 40 da Billboard semanal e Never Say Never — The Remixes também estreou em primeiro como artista desde do cantor country Garth Brooks em janeiro de 1993 a ter quatro álbuns nessa posição na tabela.
Em sua segunda semana, o álbum caiu para a segunda posição com 102.000 cópias vendidas. Com o My World 2.0 saltando de número 8 para 5, Bieber é o primeiro artista a ter dois álbuns no top 20 desde que ele próprio alcançou em abril de 2010.

## Faixas
| N.º | Título                                          | Compositor(es)                                                                                      | Duração |  |
| 1.  | "Never Say Never" (com Jaden Smith)             | Adam Messinger, Nasri Atweh, Justin Bieber, Thaddis Harrell, Jaden Smith, Omarr Rambert             | 3:43    |  |
| 2.  | "That Should Be Me" (com Rascal Flatts)         | Nasri Atweh, Adam Messinger, Luke Boyd, Justin Bieber                                               | 3:50    |  |
| 3.  | "Somebody to Love Remix" (com Usher)            | J. Yip, J. Reeves, R. Romulus, Heather Bright, J. Bieber                                            | 3:40    |  |
| 4.  | "Up" (com Chris Brown)                          | Nasri Atweh, Adam Messinger, Justin Bieber                                                          | 3:55    |  |
| 5.  | "Overboard" (ao vivo) (com Miley Cyrus)         | W. Nugent, K. Risto, D. Torimiro, T. Shropshire, J. Bieber                                          | 5:07    |  |
| 6.  | "Runaway Love" (Kanye West Remix) (com Raekwon) | Melvin Hough II, Rivelino Wouter, Timothy Thomas, Theron Thomas, Bieber, Kanye West, Donald DeGrate | 4:47    |  |
| 7.  | "Born to Be Somebody"                           | Diane Warren                                                                                        | 3:01    |  |

## Paradas musicais
| País/parada (2011)                   | Melhor posição |
| ------------------------------------ | -------------- |
| Austrália - ARIA Charts              | 16             |
| Canadá - Canadian Albums Chart       | 1              |
| Dinamarca - Hitlisten                | 25             |
| Espanha - PROMUSICAE                 | 5              |
| França - French Albums Chart         | 71             |
| Alemanha - German Albums Chart       | 72             |
| Itália - FIMI                        | 20             |
| Brasil - TOP 20 Semanal              | 1              |
| México - AMPFV                       | 8              |
| Nova Zelândia - RIANZ                | 14             |
| Escócia - Scottish Albums Chart      | 20             |
| Suíça - Swiss Music Charts           | 61             |
| Portugal - Top 50 Nacional Português | 18             |
| Reino Unido - UK Albums Chart        | 17             |
| Estados Unidos - Billboard 200       | 1              |

| País (2011)           | Certificação | Vendas     |
| --------------------- | ------------ | ---------- |
| Estados Unidos - RIAA | Platina      | 1.000.000+ |
| Brasil - ABPD         | Platina      | 40.000+    |
| Canadá - CRIA         | Platina      | 80,000+    |